# Lusambo
Lusambo (Swahili: Mji wa Lusambo) er hovedstaden i Sankuru-provinsen i Den Demokratiske Republik Congo. Byen ligger nord for sammenløbet af Sankuru-floden og Lubi-floden. Lusambo betjenes af Lusambo Lufthavn.
I 1890 valgte af Paul Le Marinel Lusambo  som den vigtigste belgiske base i Kasai-regionen for at forsvare sig mod arabiske eller swahili-talene slave- og elfenbenshandlere, der kom fra øst. Stationen blev hurtigt en af de vigtigste militærstillinger i Fristaten Congo med en permanent stab på sytten hvide, seks hundrede indfødte soldater og fire kanoner.
I 1999 påstod den nye Kabila-regering og dens allierede, den zimbabwiske regering Robert Mugabe, at amerikanske lejesoldater hjalp ugandiske og rwandisk-støttede oprørsstyrker, som havde omringet 700 zimbabwiske tropper nær Lusambo under Anden Congo-krig.